# Fougères
Fougères [fuʒɛʁ] (bretonisch: Felger, gallo: Feljerr) ist eine französische Stadt  mit 20.602 Einwohnern (Stand 1. Januar 2022) im Département Ille-et-Vilaine in der Region Bretagne.

## Geographie
Die Gemeinde Fougères liegt im Osten der Bretagne. Nachbargemeinden sind Laignelet im Nordosten, Beaucé im Osten, La Selle-en-Luitré im Südosten, Javené im Süden und Lécousse im Westen.
An der südlichen Gemeindegrenze verläuft der Fluss Couesnon, in den – von Norden das Gemeindegebiet durchquerend – der Ruisseau de Greslay und der Nançon als rechte Nebenflüsse einmünden.

## Geschichte
Am Ende des 19. Jahrhunderts entwickelte sich in Fougères die industrielle Schuhproduktion.

### Bevölkerungsentwicklung
| Jahr                       | 1962   | 1968   | 1975   | 1982   | 1990   | 1999   | 2006   | 2017   |
| Einwohner                  | 24.279 | 26.045 | 26.610 | 24.362 | 22.239 | 21.779 | 20.941 | 20.418 |
| Quellen: Cassini und INSEE |        |        |        |        |        |        |        |        |

## Städtepartnerschaften
- Ashford im Vereinigten Königreich, seit 1984
- Bad Münstereifel in Deutschland, seit 1967
- Śrem in Polen

## Sehenswürdigkeiten
- Fougères ist besonders wegen der malerischen Stadtmauer und der Burg (Fougères war Grenzfestung zu Frankreich) eine sehenswerte Stadt. Die Konstellation mit der Burg im Tal, der Stadt auf dem Berg und einer Stadtmauer, die Burg und Stadt miteinander verbindet, unterscheidet sich deutlich von der Anlage der anderen Grenzfestungen Rennes und Vitré.
- Das Galeriegrab Pierre Courcoulée.

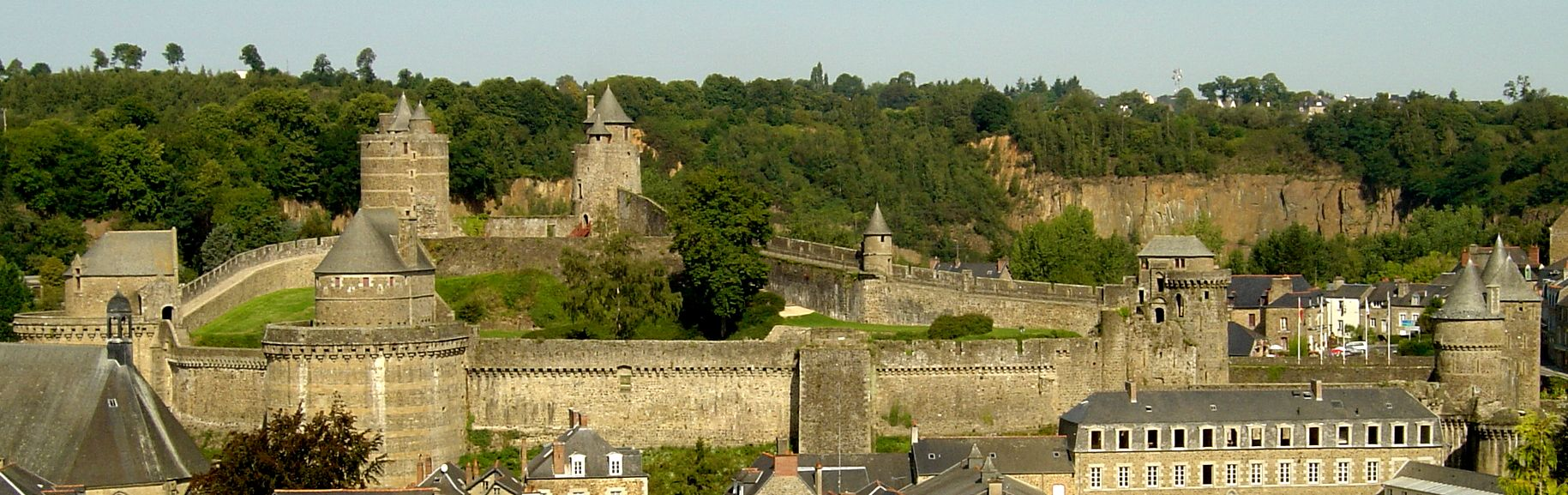
Die Burg von Fougères

## Persönlichkeiten
- Marcel Lehoux (1888/1889–1936), Automobilrennfahrer
- Jean Guéhenno (1890–1978), Pädagoge, Journalist und Schriftsteller
- Yak Rivais (* 1939), Künstler und Schriftsteller
- Clément Davy (* 1998), Radrennfahrer
- Paul Lapeira (* 2000), Radrennfahrer